# Afrosternophorus aethiopicus
Espèce
Synonymes
- Sternophorus aethiopicus Beier, 1967

Afrosternophorus aethiopicus est une espèce de pseudoscorpions de la famille des Sternophoridae.

## Distribution
Cette espèce est endémique d'Éthiopie. Elle se rencontre vers Alomata.

## Description
Le mâle décrit par Harvey en 1985 mesure 2,4 mm.

## Systématique et taxinomie
Cette espèce a été décrite sous le protonyme Sternophorus aethiopicus par Beier en 1967. Elle est placée dans le genre Afrosternophorus par Harvey en 1985.

## Étymologie
Son nom d'espèce lui a été donné en référence au lieu de sa découverte, l'Éthiopie.

## Publication originale
- Beier, 1967 : Pseudoskorpione aus dem tropischen Ostafrika (Kenya, Tansania, Uganda, etc.). Annalen des Naturhistorischen Museums in Wien, vol. 70, p. 73-93 (texte intégral).